# Buldogul Manole

Buldogul Manole - aşa cum arată astăzi

Buldogul Manole este un personaj desenat de Ion Manea, Lucian Profirescu, Artin Badea și Zaharia Buzea.
Deși cariera cinematografică a acestui personaj e îndelungată, multă vreme a fost cunoscut drept Buldogul, cu b mare și atât. Trecea din episod în episod cu indiferență și monotonie, interpretând roluri placide, de personaj cu mintea cam înceată, cu reflexe întârziate, morocănos, dar drept și binevoitor. Încerca să-i apere pe cei slabi, pe cei aflați în pericol. De cele mai multe ori reușea, fără să se implice prea mult. Era un justițiar ce-și punea la dispoziția celor în dificultate forța fizică. Știa de minune să apuce de păr, să dea ghionturi și șuturi, să strivească, ori doar să mârâie înfricoșător dacă aceasta era de-ajuns pentru a-și pune adversarii pe fugă.
Cu aceste însușiri era însă și foarte ușor de păcălit. De el se leagă multe gaguri, multe întâmplări trăznite puse la cale de năzdrăvani ageri la minte, dar cam certați cu binele.
În anul 1982, desenatorii săi au hotărât să îi mai dea o șansă, numindu-l căpitan de vas pe Marinarul vesel și trimițându-l în căutarea comorii ascunse undeva în îndepărtata insulă Cocos. Totodată i-au schimbat puțin și înfățișarea cu una mai fermă. Schimbat la fire și la chip, Manole s-a descurcat de minune. A turnat treisprezece episoade în serialul Răzbunarea Buldogului. Deși a trecut prin întâmplări nemaiauzite, deși proprii mateloți au încercat să-i fure harta comorii, el a ajuns, în cele din urmă, pe insula Cocos.
Serialul a avut mare succes, dar un și mai mare succes pare să-l aibă lungmetrajul Cine râde la urmă, în care căpitanul Manole găsește o comoară mult mai de preț decât aurul și argintul monezilor îngropate în lăzi și sipete.
În anumite seriale, Buldogul pare să aibă și un fiu/nepot mai mic, care îi seamănă întrutotul, exceptând, firește, dimensiunile.

## Filmografie
- Bălănel și Miaunel (serial)
- Roboțel și Creionel (serial)
- Puiul cu chitara
- Răzbunarea buldogului (serial) 1982
- Cine râde la urmă 1985

## Personaje din aceeași serie
- Băiatul Ionuț
- Miaunel și Bălănel
- Motanul Pusy
- Maimuțoiul Monk
- Lupul Volf